# Wyandotte (Oklahoma)
Wyandotte è un comune degli Stati Uniti d'America, situato nello Stato dell'Oklahoma, nella contea di Ottawa.